# Rissani

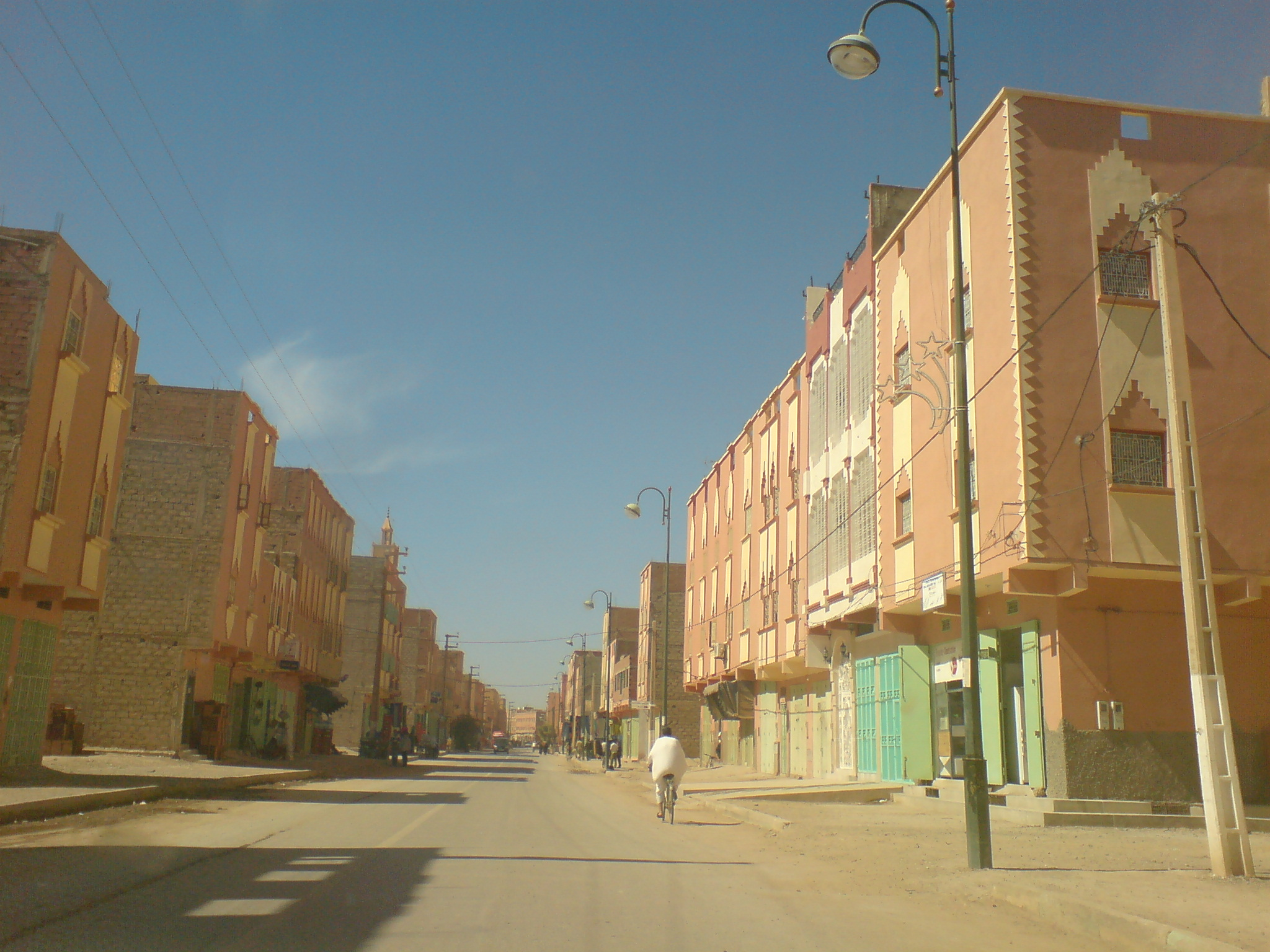
Avenida em Rissani

Rissani, oficialmente Moulay Ali Cherif (em árabe: مولاي عالي الشريف; romaniz.: Mūlāy ʿAlī aš-Šarīf) é uma cidade, município e oásis do sudeste de Marrocos, que faz parte da província de Errachidia e da região de Meknès-Tafilalet. Em 2004 tinha 20 469 habitantes e estimava-se que em 2012 tivesse 22 011 habitantes.
Situada num extenso oásis do deserto do Saara criado pelos uádis (rios) Ziz e Ghéris e coberto de palmeirais de tamareiras, a cidade encontra-se 22 km a sul de Arfoud, 37 km a noroeste de Merzouga e das dunas do Erg Chebbi, 94 km a sul de Errachidia, 530 km a leste de Marraquexe e 440 km a sul de Fez.

## História
Rissani é considerada a capital da região histórica do Tafilalt. embora por vezes esse título seja atribuído à relativamente nova Erfoud, fundada como cidade pelos franceses na primeira metade do século XX. O Tafilalt foi um próspero reino independente na Idade Média, que tinha como capital a cidade de Sijilmassa, vizinha de Rissani.
A partir do século XIV Rissani foi gradualmente tomando o lugar de cidade mais importante da região, à medida que Sijilmassa declinava até ser completamente abandonada em 1818. A dinastia alauita, que reina em Marrocos desde o século XVII é originária do Tafilalt e o nome oficial de Rissani deve-se ao fundador dessa dinastia, Moulay Ali Cherif (1589–1659), cujo mausoléu é uma das atrações turísticas, culturais e religiosas da região.
Os alauitas marroquinos reclamam-se descendentes de al Hassan Addakhil (l-Hesn d-Dakhl), um árabe descendente de Maomé originário de Iambo, no Hejaz (Arábia Saudita). Al Hassan instalou-se em Rissani imã (líder religioso) em meados do século XIII, a convite dos locais. Com isso esperavam que aumentar a prosperidade, devido à baraca (boa sorte, carisma religioso) que advinha da presença de um descendente do Profeta. Segundo algumas versões da história da ida de Al Hassan para Rissani, foi ele que levou para a região a variedade de tâmaras, grandes e saborosas, pelas quais Rissani é célebre.
O êxito das tâmaras contribuiu para a riqueza e poder da dinastia local, que ainda é patente nos numerosos ksour (plural de ksar, alcácer) e casbás (cidadelas ou castelos) da região.
A produção de tâmaras ainda é uma atividade económica de primeira importância, apesar das secas prolongadas e da  doença de Bayoud (uma fusariose das tamareiras) ter tido graves impactos negativos na produção e também na ecologia da região, devido a provocar a morte das árvores e, por sua vez, isso provocar a invasão do deserto nas terras agrícolas.
Além das tâmaras, outra fonte da riqueza dos filali[a]  foi o facto da região ser um ponto estratégico de passagem da chamada "Rota do Sal", pela qual circulavam as caravanas do comércio entre o norte e o sul do Saara, constituído sobretudo por sal, tecidos, couro, armas e especiarias, que eram trocados a sul por escravos e ouro. A riqueza dos filali é lendária, e ainda hoje é comum que até as raparigas de famílias mais modestas tenham mais joias de ouro do que muitas mulheres de famílias abastadas de outras partes de Marrocos.
Foi no Tafilalt que nasceu em 1890 o rabino sefardita e cabalista Yisrael Abuhatzeira, mais conhecido pelos seu nome árabe Baba Sali ou Baba Salé.